# Station Watten-Éperlecques
Station Watten-Éperlecques is een spoorwegstation in de Franse gemeente Éperlecques.